# Tysklands ekonomi
Tyskland är med en BNP på 2247,4 miljarder euro (t.o.m. 23 maj 2006 för året 2005) Europas största ekonomi och industrination och världens tredje största. Tyskland är den största exportnationen i Europa. Tyskland är relativt råvarufattigt och koncentrerar näringslivet till de sekundära och tertiära sektorer (tillverkningsindustri och utveckling). Stora områden av Tyskland används för jordbruk men bara 2-3 % arbetar inom jordbrukssektorn. Under senare år har tillväxten varit svag och man har strukturella problem i globaliseringen och i integrationen av de nya förbundsländerna efter 1990. 
Den tyska ekonomin beskrivs ofta som en social marknadsekonomi (soziale Marktwirtschaft). Den tyska staten erbjuder ett omfattande utbud av sociala tjänster. Även om staten i några sektorer i ekonomin ger stöd genom subventioner är konkurrens och marknadsekonomi grundpelare i den ekonomiska politiken. Regeringarna under 1990- och 2000-talet har genom privatiseringar av Deutsche Bahn och Deutsche Post skapat större konkurrens. 
Tyskland är starkt exportorienterat. 

## Historia

### Överblick
Efter andra världskriget var Tysklands ekonomi i spillror. Efter införandet av D-marken 1948 kunde Västtyskland byggas upp ekonomiskt och socialt under det så kallade Wirtschaftswunder. Västtysklands finansminister Ludwig Erhard har kommit att personfiera Wirtschaftswunder. Samtidigt skapades en socialt inriktad stat (välfärdsstat). Tyskland blev mästare i export med ett högt anseende - Made in Germany blev ett begrepp. Den höga tillväxttakten i ekonomin höll i sig fram tills 1970-talet då Västtysklands liksom övriga västvärlden upplevde recessioner i ekonomin: 1974 och 1981-1982. Under 1970- och 1980-talet tillhörde Västtyskland tillsammans med Danmark och Luxemburg de EG-medlemmar med högst medelinkomst. Efter en ny tillväxtboom i slutet av 1980-talet följde en nergång 1993. En ny tillväxt följde 1994-2002 på årligen 1,5 %. Arbetslösheten har gått från 2,5 miljoner (1992) till 3,2 miljoner (2008).

### Återföreningen
Efter Tysklands återförening 1990 har de fem nya förbundsländerna i östra Tyskland (f.d. Östtyskland) stått i fokus med deras enorma ekonomiska problem. 10 år efter återföreningen har man kunnat se en märkbar ökad levnadsstandard i östra Tyskland, en etablerad marknadsekonomi och en förbättrad infrastruktur. Produktiviteten har höjts. Men västra och östra Tyskland har inte utjämnats som man förutsåg och arbetslösheten är betydligt högre i öst och kvalificerade arbetstagare flyttar.

## Handelspartner
Frankrike är Tysklands viktigaste handelspartner. Den nästa största handelspartnern är USA. Tysklands exporter huvudsakligen personbilar, maskiner, kemiprodukter och tunga elektriska maskiner.

## Tyska industrikoncerner
Tabellen visar Tysklands 10 största industrikoncerner sett till omsättning. (2004)
| Plats | Koncern           | Omsättning (miljoner Euro) | Vinst (miljoner Euro) | Anställda (i 1000) |
| ----- | ----------------- | -------------------------- | --------------------- | ------------------ |
| 1     | Daimler AG        | 142 059                    | 2 466,0               | 384,7              |
| 2     | Volkswagen AG     | 88 963                     | 716,0                 | 342,5              |
| 3     | Siemens AG        | 75 167                     | 3 571,0               | 419,2              |
| 4     | E.ON AG           | 44 745                     | 4 339,0               | 69,7               |
| 5     | BMW Group         | 44 335                     | 2 222,0               | 106,0              |
| 6     | RWE               | 40 996                     | 2 414,0               | 97,8               |
| 7     | Robert Bosch GmbH | 40 007                     | 1 675,0               | 242,3              |
| 8     | ThyssenKrupp AG   | 39 342                     | 904,0                 | 187,7              |
| 9     | BASF              | 37 537                     | 2 014,0               | 82,0               |
| 10    | Bayer AG          | 29 758                     | 600,0                 | 113,0              |

## Kända tyska företag
| - Siemens - DaimlerChrysler - BMW - Mercedes-Benz - Opel - Porsche - Robert Bosch GmbH - Bayer AG - Braun - BASF - AEG - Audi AG | - Deutsche Telekom - Dr. Oetker - Carl Kühne KG - Löwenbräu - Mannesmann - Miele & Cie. KG - ThyssenKrupp - E.ON - Deutsche Bank - TUI - Deutsche Lufthansa - Volkswagen AG - MediaMarkt |